# Rob Pilatus
Robert "Rob" Pilatus, född 8 juni 1964 i München, död 3 april 1998 i Friedrichsdorf, Hessen, var en tysk sångare, dansare och modell. Han var mest känd som den ena parten i popgruppen Milli Vanilli, som hade stora framgångar i slutet av 1980-talet.
Gruppen sålde sina album i miljontals exemplar, och de blev fort internationella stjärnor. Vändningen i deras karriär kom dock lika oväntat som plötsligt. I slutet av 1990, några månader efter att Rob och den andra parten av duon, Fab Morvan, hade vunnit en "best new artist"-grammy, avslöjades att gruppen inte använde sig av sina egna röster när de framförde låtarna utan att andra mer "skönsjungande" okända artister stod för sången. Skandalen var ett faktum och duon bröt upp från namnet Milli Vanilli. I början av 1990-talet bildade de en ny grupp, sjungandes med sina egna röster, under namnet "Rob & Fab". Framgångarna uteblev dock.
Den 3 april 1998, 33 år gammal, dog Rob Pilatus av en överdos i ett hotellrum i Tyskland.
Pilatus var en skicklig breakdansare och var under 80-talet en stor sexsymbol.